# Bùi Thị Thu Thảo
Bùi Thị Thu Thảo (née le 29 avril 1992 à Hanoï) est une athlète vietnamienne, spécialiste du saut en longueur.

## Carrière
Le 10 juin 2015, elle porte son record personnel à 6,65 m à Singapour. En 2017, elle devient championne d'Asie. Ce titre lui permet d'obtenir sa place pour les Championnats du monde de Londres.
Le 25 août, elle remporte le titre des Jeux d'Asie du Sud-Est à Kuala Lumpur en signant un record national à 6,68 m (+ 0,2 m/s).
Le 27 août 2018, elle remporte la médaille d'or des Jeux asiatiques de Jakarta, avec 6,55 m.

## Palmarès
| Date | Compétition                  | Lieu         | Résultat | Épreuve     | Marque    |
| ---- | ---------------------------- | ------------ | -------- | ----------- | --------- |
| 2010 | Championnats d'Asie juniors  | Hanoï        | 3e       | Heptathlon  | 4 170 pts |
| 2014 | Jeux asiatiques              | Incheon      | 2e       | Longueur    | 6,44 m    |
| 2016 | Championnats d'Asie en salle | Doha         | 2e       | Longueur    | 6,30 m    |
| 2017 | Championnats d'Asie          | Bhubaneswar  | 1re      | Longueur    | 6,54 m    |
| 2017 | Jeux d'Asie du Sud-Est       | Kuala Lumpur | 1re      | Longueur    | 6,68 m    |
| 2017 | Jeux asiatiques en salle     | Achgabat     | 2e       | Longueur    | 6,36 m    |
| 2018 | Championnats d'Asie en salle | Téhéran      | 1re      | Longueur    | 6,20 m    |
| 2018 | Championnats d'Asie en salle | Téhéran      | 3e       | Triple saut | 13,22 m   |
| 2018 | Jeux asiatiques              | Jakarta      | 1re      | Longueur    | 6,55 m    |

## Records
| Épreuve          | Épreuve   | Marque      | Lieu         | Date              |
| ---------------- | --------- | ----------- | ------------ | ----------------- |
| Saut en longueur | Plein air | 6,68 m (NR) | Kuala Lumpur | 25 août 2017      |
| Saut en longueur | En salle  | 6,36 m (NR) | Achgabat     | 18 septembre 2017 |